# Vanderlei Luxemburgo
Vanderlei Luxemburgo da Silva, född den 10 maj 1952 i Nova Iguaçu, Brasilien, är en  fotbollstränare och före detta fotbollsspelare. Sedan juli 2013 är han tränare för Fluminense. Han har tidigare varit tränare för bland annat Real Madrid, Corinthians och Santos samt varit förbundskapten för Brasiliens fotbollslandslag. Luxemburgo är Brasiliens mest framgångsrika tränare genom tiderna med 23 titlar, varav fem nationella mästerskap, tretton regionala mästerskap samt seger i Copa America 1999 med Brasilien. 

## Tränaruppdrag genom tiderna
- 1983: Campo Grande
- 1983/1984: Rio Branco
- 1984: Friburguense
- 1984/1985: Al-Ittihad (Saudiarabien)
- 1985/1986: Democrata
- 1986/1987: Fluminense (U-20)
- 1987: América
- 1987/1988: Fluminense (U-20)
- 1989/1990: Bragantino
- 1991: Guarani
- 1991/1992: Flamengo
- 1992/1993: Ponte Preta
- 1993/1994: Palmeiras
- 1995: Paraná Clube
- 1995: Flamengo
- 1995/1996: Palmeiras
- 1997/1998: Santos
- 1998/1999: Corinthians
- 1998/2000: Brasiliens fotbollslandslag
- 2000: Brasilianska OS-laget
- 2001/2002: Corinthians
- 2002: Palmeiras
- 2002/2004: Cruzeiro
- 2004: Santos
- 2005: Real Madrid
- 2006–2007: Santos
- 2008–2009: Palmeiras
- 2009: Santos
- 2010: Atlético Mineiro
- 2010–2012: Flamengo
- 2012–2013: Grêmio
- 2013: Fluminense